# La Noce chez les petits bourgeois
La Noce chez les petits bourgeois (Die Kleinbürgerhochzeit) est une pièce de théâtre en un acte du dramaturge allemand Bertolt Brecht, écrite en 1919 et créée le 11 décembre 1926 au Schauspiel de Francfort dans une mise en scène de Melchior Vischer. Œuvre de jeunesse, elle n'est publiée qu'en 1961, cinq ans après le décès de Brecht.

## Représentations
- 1968 : mise en scène Jean-Pierre Vincent, Studio 70 (Chalon-sur-Saône) puis théâtre de Bourgogne (Beaune)
- 1974 : mise en scène Jean-Pierre Vincent, théâtre de la Ville
- 1980 : mise en scène Laurent Claret, Jean Guerrin, Jean-Marc Popower, Sylvie Pourcelet et Christian Schiaretti, festival d'Avignon, théâtre-école de Montreuil,
- 1980 : mise en scène Peter Scherhaufer, festival d'Avignon
- 1990 : mise en scène Yves Prunier et Hélène Vincent, Nouveau théâtre d'Angers
- 1993 : mise en scène Christian Schiaretti, festival d'Avignon
- 1996 : mise en scène Didier Bezace, Le Maillon (Strasbourg)
- 1998 : mise en scène Gilles Bouillon, Centre dramatique régional du Centre (Tours)
- 1999 : mise en scène Georges Lavaudant, théâtre de l'Odéon (Paris)
- 2000 : mise en scène Guy Cimino, les Rencontres Internationales de Théâtre en Corse, ARIA
- 2005 : La Noce chez les petits bourgeois... créoles, mise en scène et adaptation  Philippe Adrien, L'Artchipel (Basse-Terre)
- 2008 : mise en scène Valentin Rossier, théâtre du Loup (Genève)
- 2009 : mise en scène Patrick Pineau, théâtre du Grand-Forum (Louviers)
- 2011 : mise en scène Isabel Osthues, théâtre du Vieux-Colombier (Paris)
- 2011 : mise en scène Gregory Hlady pour le Groupe de la veillée, théâtre Prospero (Montréal)
- 2013 : mise en scène Isabelle Doyen pour la troupe des Bob'Arts au TH Métro Atelier (Lyon)
- 2016 : mise en scène Stéphane Rugraff, théâtre des Barriques (festival d'Avignon)[2]

## Adaptations
- La Noce chez les petits-bourgeois... créoles : On mayé ozabwa (gcf). Adaptation par Sylviane Telchid, mise en scène Philippe Adrien, 2006[3]